# (3133) Sendai
Pour les articles homonymes, voir Sendai (homonymie).

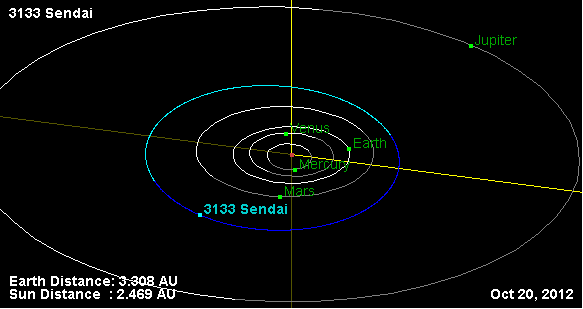

(3133) Sendai est un astéroïde de la ceinture principale.

## Description
(3133) Sendai est un astéroïde de la ceinture principale. Il fut découvert le 4 octobre 1907 à Heidelberg par August Kopff. Il présente une orbite caractérisée par un demi-grand axe de 2,18 UA, une excentricité de 0,16 et une inclinaison de 6,6° par rapport à l'écliptique.

## Nom
(3133) Sendai a été nommé d'après la ville japonaise de Sendai. En effet, la citation de nommage mentionne :

« Nommé d'après la plus grande ville du nord-est du Japon, siège de l'université de Tōhoku et de plusieurs autres instituts d'enseignement supérieur, parfois appelée "Heidelberg de l'Est". L'observatoire astronomique municipal de Sendai, créé en 1955 à la demande de l'association d'astronomie amateur de Sendai, dispose d'un programme actif d'observation astrométrique des comètes. Le nom a été proposé par Syuichi Nakano, qui a trouvé les identifications concernant cet astéroïde. »

— Minor Planet Circular 10045

## Compléments